# 宝山金银矿冶遗址
宝山金银矿冶遗址位于中国江西省抚州市金溪县秀谷镇北门村委会第四、第五村小组和县华侨农场金窟林场分场，2013年被列为第七批全国重点文物保护单位。
宝山金银矿冶遗址分北、中、南三部分，北部金窟山，分里金窟、中金窟、外金窟，有竖矿洞7个；中部老虎垅和铁屎墩，老虎垅有斜矿洞和竖矿洞各5个，铁屎墩有垂直、先竖后斜和先斜后竖矿洞遗址12处；南部羊石山，山上有一自然巨石，上有《金溪场银坑记》摩崖石刻一处，碑全文195字。宝山金银矿冶遗址是中国较早的一处集金银采矿、冶炼于一体的矿业遗址。